# Celmo Lazzari
Celmo Lazzari CSI (ur. 16 czerwca 1956 w Garibaldi) – brazylijski duchowny rzymskokatolicki działający w Ekwadorze, w latach 2013–2024 wikariusz apostolski San Miguel de Sucumbíos, w latach 2010–2013 oraz od 2025 wikariusz apostolski Napo. 

## Życiorys
Święcenia kapłańskie przyjął 18 grudnia 1982 w zakonie józefitów. Po święceniach przez kilka lat pracował w zakonnych placówkach formacyjnych. W latach 1992–1994 był wikariuszem prowincjalnym, a w latach 1994-2000 prowincjałem. W 2000 został radnym generalnym zakonu, a od 2006 pełnił funkcję jego wikariusza generalnego.
11 czerwca 2010 został mianowany wikariuszem apostolskim Napo w Ekwadorze oraz biskupem tytularnym Muzuca in Proconsulari. Sakry biskupiej udzielił mu 9 października 2010 bp Paolo Mietto.
21 listopada 2013 otrzymał nominację na wikariusza apostolskiego San Miguel de Sucumbíos. 
23 października 2024 został ponownie przeniesiony przez papieża Franciszka na urząd wikariusza apostolskiego Napo. 